# Lista siturilor arheologice din județul Buzău - H
Lista siturilor arheologice din județul Buzău - H conține toate siturile arheologice din județul Buzău înscrise în Repertoriul Arheologic Național (RAN) și aflate în localități al căror nume începe cu litera H. RAN este administrat de Ministerul Culturii și Patrimoniului Național și cuprinde date științifice, cartografice, topografice, imagini și planuri, precum și orice alte informații privitoare la zonele cu potențial arheologic, studiate sau nu, încă existente sau dispărute.
Puteți căuta un sit din localitățile care încep cu litera H folosind formularul de mai jos sau puteți naviga prin toate siturile din județ la Lista siturilor arheologice din județul Buzău.
| Cod RAN                                  | Denumire | Localitate                           | Adresă           | Datare                                       | Descoperit | Coordonate                                    | Imagine           | Erori            |
| ---------------------------------------- | --- | ------------------------------------ | ---------------- | -------------------------------------------- | ---------- | --------------------------------------------- | ----------------- | ---------------- |
| 47024.01.01                              | Situl arheologic de la Homești - "Poiana lui Honea" / ansamblu anonim (Categorie: locuire civilă) (Tip: Așezare) | sat Homești, comuna Grebănu          | Poiana lui Honea | geto-dacică sec. II a. Chr. - sec. I p. Chr. |            |                                               | Încărcați imagine | Raportați eroare |
| 47024.01.02                              | Situl arheologic de la Homești - "Poiana lui Honea" / ansamblu anonim (Categorie: locuire civilă) (Tip: Așezare) | sat Homești, comuna Grebănu          | Poiana lui Honea | sec. II                                      |            |                                               | Încărcați imagine | Raportați eroare |
| 50512.01.01 (Cod LMI: BZ-I-m-B-02235.07) | Situl arheologic de la Heliade Rădulescu / ansamblu anonim (Categorie: locuire) (Tip: Așezare)                   | sat Heliade Rădulescu, comuna Ziduri |                  |                                              |            | 45°18′43″N 27°05′49″E / 45.31194°N 27.09694°E | Încărcați imagine | Raportați eroare |
| 50512.01.02 (Cod LMI: BZ-I-m-B-02235.08) | Situl arheologic de la Heliade Rădulescu / ansamblu anonim (Categorie: locuire) (Tip: Necropolă)                 | sat Heliade Rădulescu, comuna Ziduri |                  |                                              |            | 45°18′43″N 27°05′49″E / 45.31194°N 27.09694°E | Încărcați imagine | Raportați eroare |
| 50512.01.03 (Cod LMI: BZ-I-m-B-02235.05) | Situl arheologic de la Heliade Rădulescu / ansamblu anonim (Categorie: locuire) (Tip: Așezare)                   | sat Heliade Rădulescu, comuna Ziduri |                  | Monteoru                                     |            | 45°18′43″N 27°05′49″E / 45.31194°N 27.09694°E | Încărcați imagine | Raportați eroare |
| 50512.01.04 (Cod LMI: BZ-I-m-B-02235.06) | Situl arheologic de la Heliade Rădulescu / ansamblu anonim (Categorie: locuire) (Tip: Necropolă)                 | sat Heliade Rădulescu, comuna Ziduri |                  | Monteoru                                     |            | 45°18′43″N 27°05′49″E / 45.31194°N 27.09694°E | Încărcați imagine | Raportați eroare |
| 50512.01.05 (Cod LMI: BZ-I-m-B-02235.03) | Situl arheologic de la Heliade Rădulescu / ansamblu anonim (Categorie: locuire) (Tip: Așezare)                   | sat Heliade Rădulescu, comuna Ziduri |                  | sec. XII-V                                   |            | 45°18′43″N 27°05′49″E / 45.31194°N 27.09694°E | Încărcați imagine | Raportați eroare |
| 50512.01.06 (Cod LMI: BZ-I-m-B-02235.04) | Situl arheologic de la Heliade Rădulescu / ansamblu anonim (Categorie: locuire) (Tip: Necropolă)                 | sat Heliade Rădulescu, comuna Ziduri |                  | sec. XII-V                                   |            | 45°18′43″N 27°05′49″E / 45.31194°N 27.09694°E | Încărcați imagine | Raportați eroare |
| 50512.01.07 (Cod LMI: BZ-I-m-B-02235.01) | Situl arheologic de la Heliade Rădulescu / ansamblu anonim (Categorie: locuire) (Tip: Așezare)                   | sat Heliade Rădulescu, comuna Ziduri |                  | sec. III - IV                                |            | 45°18′43″N 27°05′49″E / 45.31194°N 27.09694°E | Încărcați imagine | Raportați eroare |
| 50512.01.08 (Cod LMI: BZ-I-m-B-02235.02) | Situl arheologic de la Heliade Rădulescu / ansamblu anonim (Categorie: locuire) (Tip: Necropolă)                 | sat Heliade Rădulescu, comuna Ziduri |                  | sec. III - IV                                |            | 45°18′43″N 27°05′49″E / 45.31194°N 27.09694°E | Încărcați imagine | Raportați eroare |